# 1224
Високе Середньовіччя •  Золота доба ісламу •  Реконкіста •  Хрестові походи •  Київська Русь •  Монгольська імперія

## Геополітична ситуація
На території колишньої Візантійської імперії існує кілька держав. Фрідріх II Гогенштауфен є імператором Священної Римської імперії (до 1250). Людовик VIII Лев править у Франції (до 1226).
Апеннінський півострів розділений: північ належить Священній Римській імперії, середню частину займає Папська область, більша частина півдня належить Сицилійському королівству. Деякі міста півночі: Венеція, Піза, Генуя тощо, мають статус міст-республік, частина з яких об'єднана Ломбардською лігою.
Південь Піренейського півострова в руках у маврів. Північну частину півострова займають християнські Кастилія, Леон (Астурія, Галісія), Наварра, Арагонське королівство (Арагон, Барселона) та Португалія. Генріх III є королем Англії (до 1272), а королем Данії — Вальдемар II (до 1241).
У Києві княжить Володимир Рюрикович (до 1235), у Галичі княжить Мстислав Удатний, на Волині — Данило Галицький, у Володимирі-на-Клязмі — Юрій Всеволодович. Новгородська республіка та Володимиро-Суздальське князівство фактично відокремилися від Русі. У Польщі період роздробленості. На чолі королівства Угорщина стоїть Андраш II (до 1235).
В Єгипті, Сирії та Палестині править династія Аюбідів, невеликі території на Близькому Сході утримують хрестоносці. У Магрибі панують Альмохади, держава яких почала розпадатися. Сельджуки окупували Малу Азію. Чингісхан розширює територію Монгольської імперії. У Китаї співіснують частково підкорені монголами держава чжурчженів, де править династія Цзінь, й держава тангутів Західна Ся та держава ханців, де править династія Сун. Делійський султанат є наймогутнішою державою Північної Індії, а на півдні Індії домінує Чола. В Японії триває період Камакура.
Цивілізація мая переживає посткласичний період. Почала зароджуватися цивілізація ацтеків.

## Події
- У Чернігові почав княжити Михайло Всеволодович.
- Лицарі Ордену мечоносців узяли Тарту. Засновано Дерптське єпископство.
- Французи відібрали Ла-Рошель у англійського короля Генріха III.
- Аморі VI де Монфор після невдач у боротьбі з альбігойцями поступився Тулузою французькій короні, отримавши підтримку короля Людовика VIII.
- Засновано Неапольський університет.
- Франциск Ассізький отримав стигмати.
- Джелал ад-Дін Манкбурни, син останнього шаха Хорезму, повернувся з Делі на спустошені монголами землі в Ірані, де завойовники навіть не залишили гарнізонів, і проголосив себе султаном.